# Neufmaison (België)
Neufmaison is een dorp in de Belgische provincie Henegouwen, en een deelgemeente van de Waalse stad Saint-Ghislain. Neufmaison was een zelfstandige gemeente tot aan de gemeentelijke herindeling van 1977.

## Bezienswaardigheden
- De Sint-Martinuskerk (Église Saint-Martin) werd in opdracht van de Sint-Amandsabdij gebouwd in 1725-1735 ter vervanging van een gotisch kerkgebouw waarvan de stenen deels nog voor de fundamenten van de nieuwe kerk werden gebruikt. De toren is 35 meter hoog.
- De pastorie is van 1757.

## Natuur en landschap
De hoogte aan de kerk bedraagt 74 meter.

## Demografische ontwikkeling
- Bronnen:NIS, Opm:1831 tot en met 1970=volkstellingen

## Nabijgelegen kernen
Grosage, Sirault, Vaudignies